# Poa intrusa
Poa intrusa är en gräsart som beskrevs av Elizabeth Edgar. Poa intrusa ingår i släktet gröen, och familjen gräs. Inga underarter finns listade i Catalogue of Life.